# خوليو ماتشادو
خوليو ماتشادو (بالإسبانية: Julio Machado)‏ هو لاعب كرة قاعدة فنزويلي، ولد في 1 ديسمبر 1965 في San Carlos del Zulia ‏ في فنزويلا.

## وصلات خارجية
- خوليو ماتشادو على موقعبيزبول رفرنس.كوم (الدوري الرئيسي) (الإنجليزية)
- خوليو ماتشادو على موقع إي إس بي إن.كوم (أم.أل.بي) (الإنجليزية)
- خوليو ماتشادو على موقع مشجعي الرسوم البيانية (الإنجليزية)